# Ализаде, Сафура Салим кызы
Сафура Салим кызы Алиева (азерб. Səfurə Əliyeva, до замужества — Ализаде (азерб. Əlizadə); 20 сентября 1992, Баку) — азербайджанская эстрадная певица. Представила Азербайджан на конкурсе песни «Евровидение-2010» с песней «Drip Drop», и заняла 5 место в общей итоговой таблице.

## Биография
Сафура Ализаде родилась 20 сентября 1992 года в Баку. Отец — художник по профессии, мать — пианистка и модельер.
Сафура начала петь в 3 года, в 6 лет впервые выступила на сцене, и с тех пор практически постоянно участвовала в различных музыкальных конкурсах Азербайджана.
Является победительницей популярного в Азербайджане телевизионного музыкального проекта «Новая Звезда» (азерб. Yeni Ulduz). Пела в детских ансамблях «Шярг улдузлары» («Восточные звёзды») Вагифа Герайзаде и «Бюльбюлляр» («Соловьи») Айбениз Гашимовой.
Училась в трёх школах, начиная с хореографического училища, затем, с пятого класса — в средней школе № 164, с восьмого — в средней школе № 23 г. Баку. Окончила музыкальную школу  по классу скрипки, но всегда мечтала освоить саксофон, что и сделала. Кроме скрипки и саксофона, играет также на пианино.
29 мая 2010 года заняла 5 место в финале «Евровидение-2010».
После окончания «Евровидения» и завершения учёбы в школе, переехала в Швецию, где выпустила дебютный альбом.
Владеет азербайджанским, русским и английским языками.

## Интересы и личная жизнь

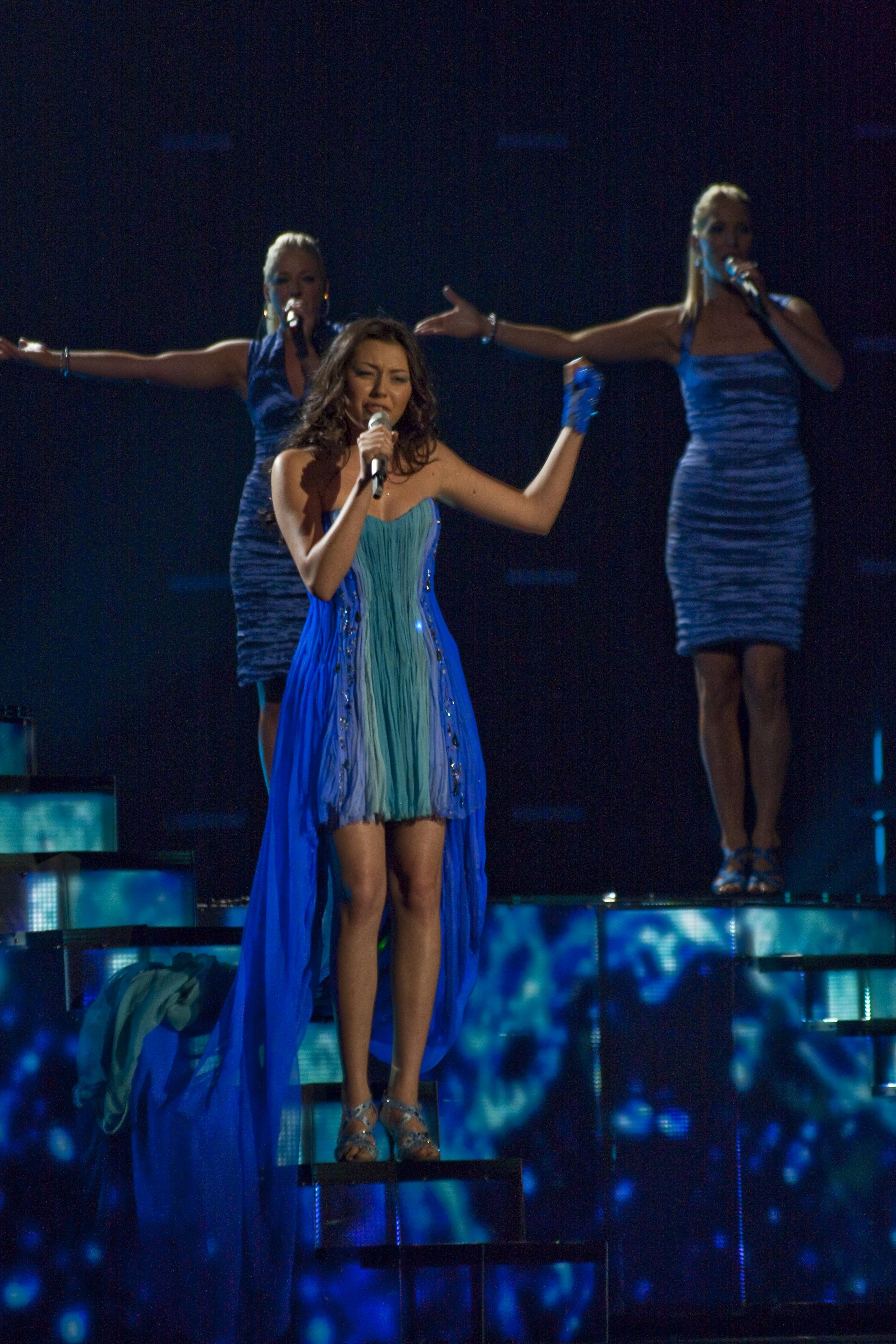
Выступление Сафуры Ализаде в полуфинале Евровидения 2010

Является поклонницей книжной серии «Сумерки» и читала практически все романы Стефани Майер. Её любимый актёр — Роберт Паттинсон, который исполняет роль вампира Эдварда в экранизациях произведений Майер.
С детства проявляла интерес к миру моды и демонстрировала задатки дизайнера, когда подготавливала свои первые сценические костюмы, которые создавала вместе с матерью. Любимыми дизайнерами являются Доменико Дольче, Стефано Габбана, Жан-Поль Готье и Марк Джейкобс.
Замужем за сыном министра энергетики и промышленности Азербайджана Натига Алиева Фархадом Алиевым. У пары трое детей.

## Дискография

### Студийные альбомы
- It’s My War (2010)[6]
- Möcüzə (2021)[7]

### Синглы
- Drip Drop (2010)[8]
- March On (2011)[9]
- Paradise (2011)[10]
- Hey Baby (2012)[11]
- Your Love (2014)
- Sexy Revolution (2016)
- High on Your Love (2020)[12]
- Ağla (2021)
- Möcüzə (2021)
- «Yalanlar» (30 января 2025)[13]